# Sabrina Mockenhaupt-Gregor
Sabrina „Mocki“ Mockenhaupt-Gregor (geborene Mockenhaupt; * 6. Dezember 1980 in Siegen) ist eine deutsche Langstreckenläuferin und vielfache nationale Meisterin.

## Leben
Von 2001 bis 2018 war Sabrina Mockenhaupt Sportsoldatin in der Sportfördergruppe der Bundeswehr und hatte zuletzt den Dienstgrad Hauptfeldwebel. Bei der seit 1985 jährlich von der Westfälischen Rundschau durchgeführten Wahl zum Sportler des Jahres im Kreis Siegen-Wittgenstein konnte Mockenhaupt seit 1998 insgesamt zwölfmal den ersten Platz erreichen. Neben ihren sportlichen Leistungen wurde Mockenhaupt durch verschiedene Videoeinspielungen bei TV total sowie ihren Studiobesuch 2005 bekannt. 2019 belegte Mockenhaupt in der zwölften Staffel der Tanz-Live-Show Let’s Dance den achten Platz und war in einer Folge der Daily-Soap Unter uns zu sehen. 2024 nahm sie an Splash! Das Promi-Pool-Quiz, einer weiteren RTL-Sendung, teil.   
Im August 2019 heiratete sie und nahm den Namen Mockenhaupt-Gregor an. Im Mai 2020 wurde sie Mutter einer Tochter. Auch ihr Zwillingsbruder Markus ist als Langstreckenläufer aktiv.

## Sportliche Karriere
Aus einer Familie von Langstreckenläufern stammend (die Marathonbestzeiten ihrer Eltern Fred und Hildegard Mockenhaupt betragen 2:24:59 h bzw. 2:40:41 h), wurde Mockenhaupt je fünfmal Deutsche Jugend- und Juniorinnenmeisterin.
2001 holte Mockenhaupt über 5000 Meter ihren ersten von dreizehn Deutschen Meistertiteln über diese Distanz (weitere folgten in den Jahren 2002–2005 und 2007–2014). Über 10.000 Meter wurde sie zehnmal Deutsche Meisterin (2003–2005, 2007, 2009–2012 und 2016–2017), im Crosslauf neunmal (2003–2005, 2007–2011 und 2014).
2003 startete Mockenhaupt beim 10.000-Meter-Lauf der Weltmeisterschaften in Paris/Saint-Denis, musste aber eingangs der zweiten Hälfte aufgrund krankheitsbedingter Verfassung aussteigen.

### Olympische Sommerspiele 2004
Bei den Olympischen Sommerspielen 2004 in Athen belegte Mockenhaupt über 10.000 Meter den 15. Platz. Im Jahr darauf kam sie bei den Weltmeisterschaften in Helsinki über dieselbe Distanz auf Platz 17.
Der erste internationale Medaillenerfolg gelang Mockenhaupt im Dezember 2005 mit dem zweiten Platz bei den Crosslauf-Europameisterschaften. Tatsächlich stammt ihre erste internationale Medaille jedoch von den Halleneuropameisterschaften 2005 in Madrid. Dort belegte sie zwar zunächst nur den vierten Platz über 3000 Meter. Allerdings wurde die zweitplatzierte Türkin Tezeta Desalegn-Dengersa später wegen Doping disqualifiziert, und Mockenhaupt bekam 2006 nachträglich die Bronzemedaille zugesprochen.
Bei den Europameisterschaften 2006 in Göteborg erreichte Mockenhaupt den achten Platz über 10.000 Meter und den sechsten Platz über 5000 Meter. Im selben Jahr startete sie beim Halbmarathonwettbewerb des Köln-Marathons und lief auf Anhieb 1:10:35 h, geschlagen nur von ihrer Landsfrau Irina Mikitenko.
Bei den Halleneuropameisterschaften 2007 in Birmingham kämpfte Mockenhaupt um eine Medaille im 3000-Meter-Lauf, musste sich aber mit dem vierten Platz zufriedengeben, trotz ihrer persönlichen Hallenbestzeit von 8:45,77 min. Einige Wochen später stellte sie beim Bonn-Marathon mit 1:11:57 h einen Streckenrekord auf der Halbmarathondistanz auf.

### Marathon seit 2007
Bei ihrem Debüt über die 42,195 km im Oktober 2007 gewann Mockenhaupt den Köln-Marathon und erfüllte mit ihrer Zeit von 2:29:33 h die Qualifikationsnorm des DLV für die Olympischen Sommerspiele 2008 in Peking. In der darauffolgenden Saison konzentrierte sie sich jedoch wieder auf die kürzeren Strecken, wurde beim Paderborner Osterlauf über 10 Kilometer Zweite in 32:07 min und erfüllte die 10.000-Meter-Olympianorm mit einer Zeit von 31:27,05 min, gelaufen am 4. Mai 2008 in Palo Alto. In Peking belegte sie den 13. Platz mit ihrem persönlichen Rekord von 31:14,21 min.
Am 26. Oktober 2008 gewann Mockenhaupt in Frankfurt am Main auch ihren zweiten Marathon in einer neuen persönlichen Bestleistung von 2:26:22 h und erfüllte damit die vom DLV geforderte Qualifikationsnorm für die Weltmeisterschaften 2009 in Berlin. Sie erklärte jedoch, dort nicht im Marathon, sondern im 10.000-Meter-Lauf starten zu wollen.
Die erforderliche Norm erfüllte Mockenhaupt Anfang Mai 2009, als sie in einer Zeit von 31:27,56 min ihren fünften Deutschen Meistertitel im 10.000-Meter-Lauf errang. Bereits vier Wochen zuvor siegte sie beim Berliner Halbmarathon in neuer persönlicher Bestzeit von 1:08:45 h. Ebenfalls eine neue Bestzeit erzielte sie mit 14:59,88 min im 5000-Meter-Lauf und blieb damit als vierte deutsche Frau unter 15 Minuten. Entgegen früheren Aussagen kündigte sie an, bei den Leichtathletik-Weltmeisterschaften sowohl im 10.000-Meter-Lauf als auch im Marathon zu starten. Zwei Wochen vor Beginn der Weltmeisterschaften änderte sie ihre Meinung jedoch erneut und gab bekannt, nun doch auf einen Start über 10.000 Meter zu verzichten.
Im Marathon belegte sie schließlich in 2:30:07 h den 17. Platz. Einige Wochen später gewann sie in 2:30:12 h zum zweiten Mal nach 2007 den Köln-Marathon.

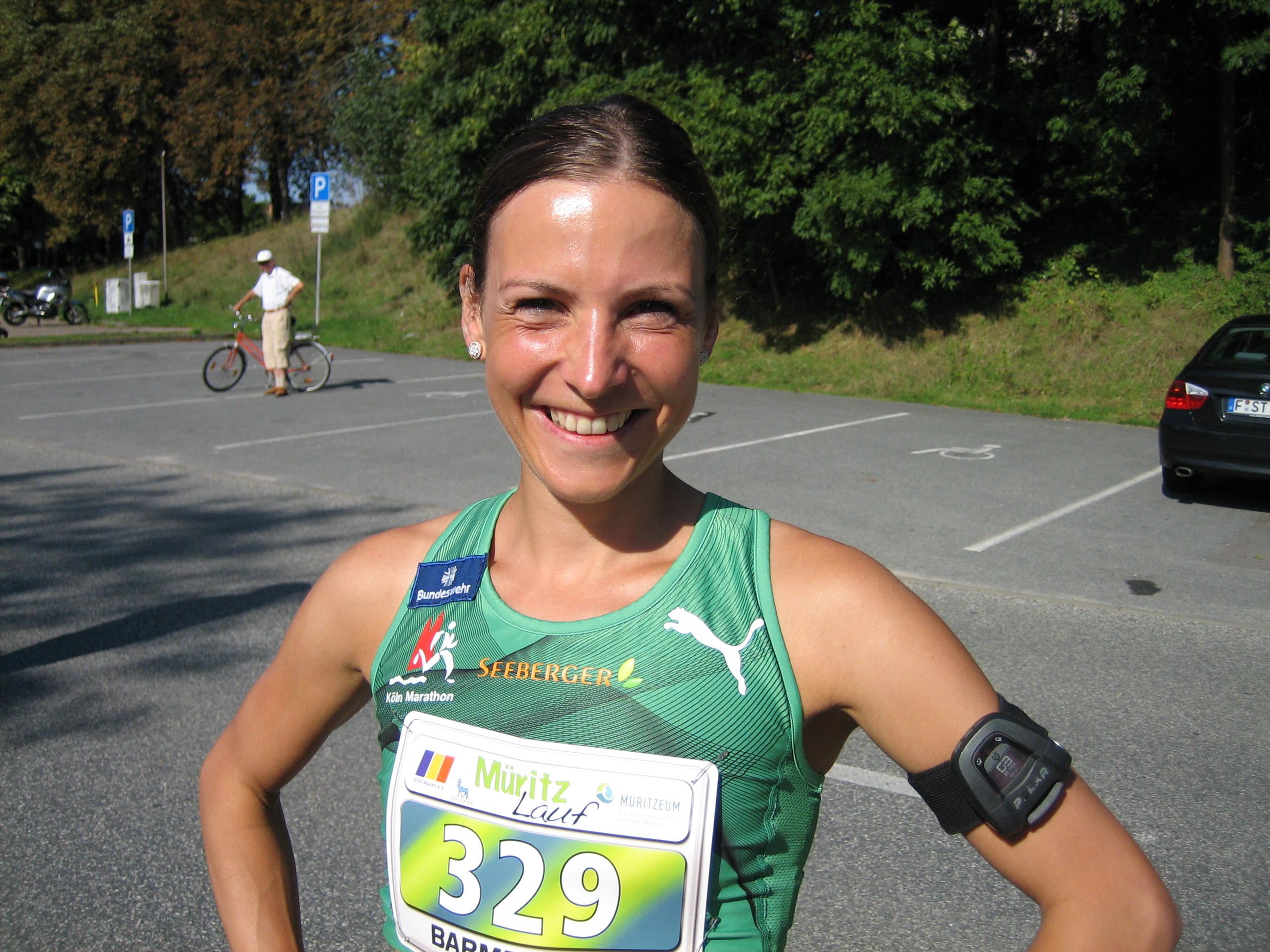
Mockenhaupt beim Müritz-Lauf 2010

Bei den Europameisterschaften 2010 in Barcelona lief Mockenhaupt am 28. Juli 2010 die 10.000 Meter in 32:06,02 min und belegte damit den sechsten Rang. Nachträglich wurden die Russin Inga Eduardowna Abitowa (Rang 2) und die Türkin Meryem Erdoğan (Rang 5) wegen Verstößen gegen die Dopingbestimmungen disqualifiziert, so dass Mockenhaupt auf den vierten Platz aufrückte.

Beim Berlin-Marathon desselben Jahres verbesserte sie trotz Dauerregens ihre persönliche Bestzeit um eine Sekunde auf 2:26:21 h und kam auf den vierten Platz.

### Olympische Sommerspiele 2012
Am 30. Oktober 2011 schaffte Mockenhaupt beim Frankfurt-Marathon mit einer Zeit von 2:28:08 h die Qualifikation für die Olympischen Sommerspiele 2012 in London.
Bei den Europameisterschaften 2012 in Helsinki wurde Mockenhaupt Fünfte über 10.000 Meter und erreichte damit ihre beste internationale Platzierung über diese Distanz. Bei den Olympischen Sommerspielen 2012 in London kam sie beim 10.000-Meter-Lauf als 17. ins Ziel.
Beim Boston-Marathon belegte Mockenhaupt im April 2013 mit 2:30:09 h den zehnten Rang. Beim New-York-City-Marathon im November 2013 erreichte sie mit 2:29:10 h den siebten Platz und war die beste Deutsche im Feld. Als Sechste kam sie bei den Europameisterschaften 2014 in Zürich über 10.000 Meter ins Ziel. Von Juni 2013 bis Frühjahr 2014 wurde sie von Dietmar „Pit“ Bittermann aus Cottbus trainiert, der auch lange Zeit Stephan Freigang, der bei den Olympischen Spielen 1992 in Barcelona Dritter im Marathonlauf wurde, trainiert hat. Dann schloss sie sich der SG Wenden unter Trainer Egon Bröcher an.
Ihre bis dahin größten Erfolge feierte Mockenhaupt mit ihrem langjährigen Trainer Heinz „Heiner“ Weber, der sie bis 2011 betreute. Im November 2014 erfolgte dann die Rückkehr von Breuer zu Weber. Am 7. September 2014 wurde Mockenhaupt in Düsseldorf zum vierten Mal hintereinander Siegerin im 10-km-Straßenlauf.

Im September 2014 wurde Mockenhaupt das Ehrenkreuz der Bundeswehr in Silber verliehen.
Im April 2016 holte sich Mockenhaupt mit ihrem Sieg im Halbmarathon nach 2011 auf dieser Distanz ihren zweiten nationalen Titel. Im Juni 2016 wurde sie für die Europameisterschaften in Amsterdam nominiert, gab aber einen Tag später bekannt, dass sie auf Grund der Vorstufe eines Ermüdungsbruches auf die Teilnahme hier wie auch an den Olympischen Sommerspielen 2016 in Rio de Janeiro verzichten muss, da sie die Olympianorm noch nicht erreicht hatte.
Im Mai 2017 holte sich Mockenhaupt in Bautzen über 10.000 Meter ihren fünften Meistertitel auf dieser Distanz. Im Straßenlauf über 10 km holte sie sich in Bad Liebenzell im September 2017 ihren 45. Meistertitel.
Mockenhaupt startete in die Herbstsaison 2018 mit einem Sieg beim 2018er PSD-Halbmarathon Hamburg in 1:20:34 h.
Mockenhaupt ist 1,55 m groß und wiegt 46 kg. Sie startete vom 1. Januar 2011 bis Ende 2016, wie schon von 1997 bis 2005, für die LG Sieg. Von 2006 bis 2010 war sie beim Kölner Verein für Marathon. Seit 2017 geht sie für das LT Haspa Marathon Hamburg an den Start.

## Sportliche Erfolge
| Datum/Jahr    | Rang | Wettbewerb                            | Austragungsort  | Distanz      | Zeit     | Bemerkung                                                                                              |
| ------------- | ---- | ------------------------------------- | --------------- | ------------ | -------- | --- |
| 14. Nov. 2021 | 1    | Hockenheimringlauf                    | Hockenheim      | 10 km        | 0:35:21  | [ 28 ]                                                                                                 |
| 29. Apr. 2018 | 1    | Hamburg-Marathon                      | Hamburg         | Halbmarathon | 1:15:12  | |
| 1. Okt. 2017  | 1    | Köln-Marathon                         | Köln            | Halbmarathon | 1:12:02  | |
| 3. Sep. 2017  | 1    | 10-km-Straßenlauf DM                  | Bad Liebenzell  | 10 km        | 33:38    | Deutsche Meisterin (45. Meistertitel)                                                                  |
| 13. Mai 2017  | 1    | 10.000-Meter-Lauf DM                  | Bautzen         | 10.000 m     | 33:08,42 | Deutsche Meisterin (44. Meistertitel)                                                                  |
| 9. Apr. 2017  | 1    | Halbmarathon DM                       | Hannover        | Halbmarathon | 1:10:54  | Deutsche Meisterin Halbmarathon im Rahmen des Hannover-Marathons; 43. DM-Titel; mit neuer Bestzeit     |
| 4. Dez. 2016  | 1    | Nikolauslauf Tübingen                 | Tübingen        | Halbmarathon | 1:20:01  | Siegerin mit Streckenrekord, Halbmarathon mit anspruchsvoller Strecke durch den Schönbuch (21,1 km)    |
| 23. Apr. 2016 | 1    | Halbmarathon DM                       | Bad Liebenzell  | Halbmarathon | 1:12:41  | Deutsche Meisterin Halbmarathon (41. Meistertitel)                                                     |
| Okt. 2015     | 1    | Bottwartal-Marathon                   | Steinheim       | Marathon     | 2:43:27  | Siegerin mit neuem Streckenrekord                                                                      |
| 12. Juli 2015 | 1    | Ermstal-Marathon                      | Metzingen       | 10 km        | 34:59    | Siegerin über 10 km mit Streckenrekord                                                                 |
| 26. Apr. 2015 | 6    | Hamburg-Marathon                      | Hamburg         | Marathon     | 2:32:41  | erster Start in Hamburg                                                                                |
| 4. Apr. 2015  | 2    | Paderborner Osterlauf                 | Paderborn       | Halbmarathon | 1:11:13  | |
| 15. März 2015 | 14   | New-York-City-Halbmarathon            | New York City   | Halbmarathon | 1:13:07  | hinter der US-Amerikanerin Molly Huddle, die in 01:08:31 den Streckenrekord aus dem Vorjahr einstellte |
| 6. Jan. 2015  | 1    | Dreikönigslauf Schwäbisch Hall        | Schwäbisch Hall | 10 km        | 34:18    | |
| 30. März 2014 | 3    | Berliner Halbmarathon                 | Berlin          | Halbmarathon | 1:11:43  | |
| 3. Nov. 2013  | 7    | New-York-City-Marathon                | New York City   | Marathon     | 2:29:10  | |
| 15. Apr. 2013 | 10   | Boston-Marathon                       | Boston          | Marathon     | 2:30:09  | hinter der Siegerin Rita Jeptoo Sitienei                                                               |
| 6. Okt. 2012  | 11   | Halbmarathon-Weltmeisterschaften 2012 | Kawarna         | Halbmarathon | 1:12:04  | |
| 28. Juli 2010 | 4    | Europameisterschaften 2010            | Barcelona       | 10.000 m     | 32:06,02 | |

(DNF – Did Not Finish)

## Auszeichnungen
- 2014: Ehrenkreuz der Bundeswehr in Silber in besonderer Ausführung[22]
- 2022: Sportplakette des Landes Rheinland-Pfalz[31][32]

## Bestleistungen

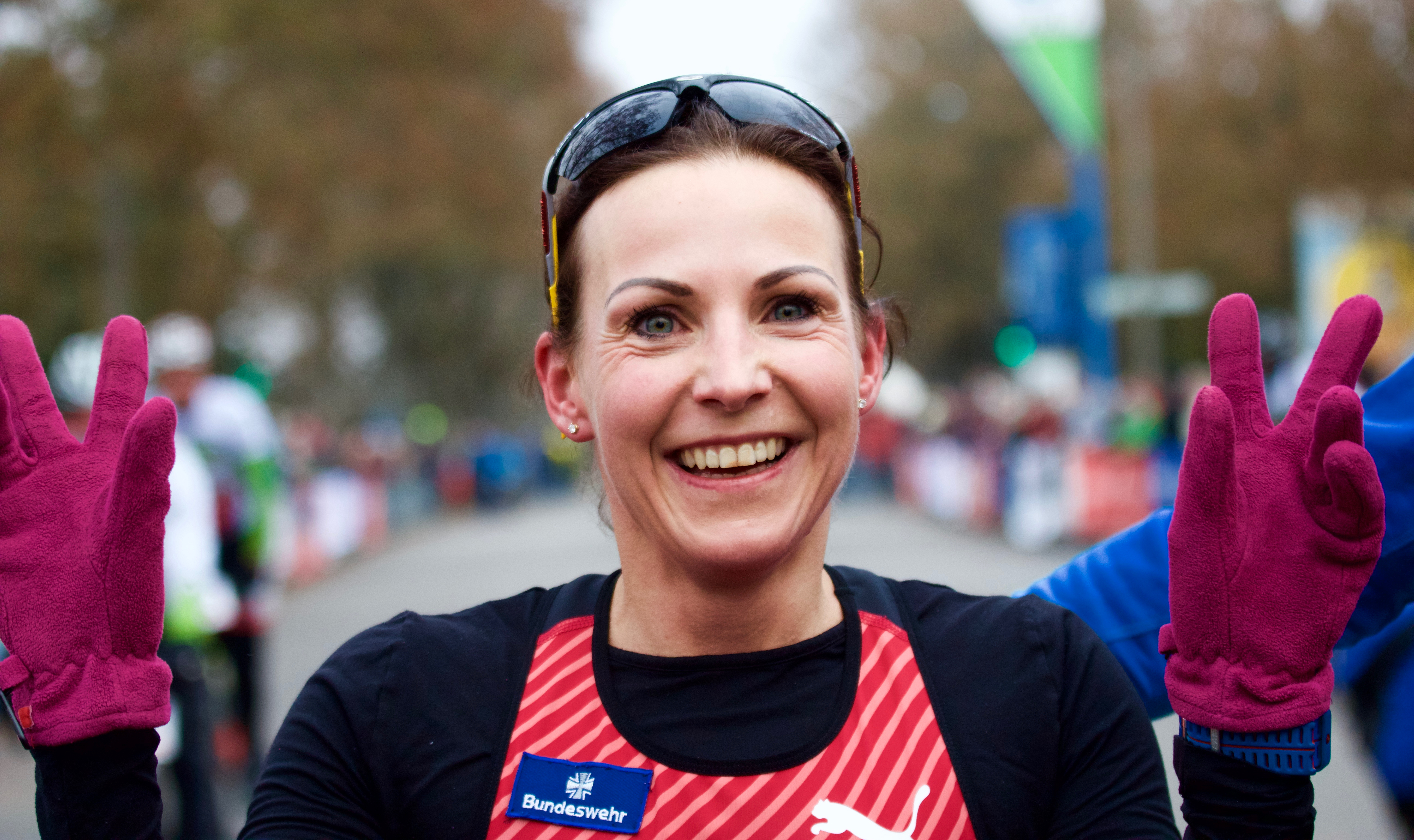
Mockenhaupt siegt beim 41. Nikolauslauf Tübingen 2016 mit neuem Streckenrekord

- 1500 m: 4:13,38 min, 13. Juni 2001, Kassel
- 3000 m: 8:44,65 min, 14. August 2003, Bergisch Gladbach
- 5000 m: 14:59,88 min, 20. Mai 2009, Koblenz
- 10.000 m: 31:14,21 min, 15. August 2008, Peking
- 10-km-Straßenlauf: 31:49 min, 1. August 2009, Berlin
- Halbmarathon: 1:08:45 h, 5. April 2009, Berlin
- Marathonlauf: 2:26:21 h, 26. September 2010, Berlin